# Верпч
Верпч, Вербча, Солоновка (укр. Верпч, Вербча, Солонівка) — правый приток Тетевы, протекающий по Городнянскому району (Черниговская область, Украина).

## География
Длина — 26, 21 км. Площадь водосборного бассейна — 124 км². Уклон реки — 1,3 м/км. Русло реки (отметки уреза воды) в среднем течении (село Староселье) находится на высоте 139,4 м над уровнем моря.
Русло сильно-извилистое; у истоков русло выпрямлено в канал (канализировано) шириной 7 м и глубиной 1,8 м. Есть пруды. Пойма занята очагами заболоченных участков с тростниковой растительностью, лесов. У истоков притока Тетева создана сеть каналов и торфоразработка.
Река берёт начало на болотном массиве севернее села Хоробичи (Городнянский район). Река течёт на восток, юго-восток, восток с различными углами. Впадает в Тетеву западнее села Гасичевка (Городнянский район).
Притоки: (от истока к устью)
1. Андреевка
2. Тетева[5] (пр)

Населённые пункты на реке: (от истока к устью)
1. Рубеж[2]
2. Зоряное[2][6]
3. Староселье[2]
4. Солоновка[5]
5. Сутоки[2]